# Clofarabine
La clofarabine est un médicament de chimiothérapie indiquée dans le traitement de certaines leucémies.

## Mécanisme d'action
Il s'agit d'un antimétabolite interférant avec la synthèse de l'ADN.

## Clinique

### Indication
La clofarabine est indiquée dans le traitement de leucémies aiguës lymphoblastiques pédiatriques. Elle peut être utilisée hors-AMM pour traiter les leucémies aiguës myéloïdes

### Effets secondaires
Lors du traitement par clofarabine certains effets indésirables habituels des chimiothérapies peuvent survenir : 
- un syndrome de lyse tumorale (SLT). La destruction rapide des nombreuses cellules leucémiques[n 1] par les chimiothérapies peut induire une hyperkaliémie, une hyperuricémie ou une hyperphosphatémie. Certaines prémédications permettent de prévenir l'apparition d'un SLT. Le SLT est une urgence médicale (pouvant entraîner la mort s'il n'est pas traité immédiatement)[3] ;
- toxicité hématologique (myélosuppression). La clofarabine peut empêcher la synthèse des cellules sanguines dans la moelle osseuse:  globules rouges, de globules blancs et de plaquettes (cytopénies). La suppression de la moelle osseuse peut conduire à une infection grave (septicémie), des saignements et une anémie ;
- trouble digestifs (dont nausées vomissements, diarrhée).

Les autres effets secondaires incluent :
- des effets sur la grossesse et l'allaitement. Il faut impérativement éviter de tomber enceintes et ne pas allaiter durant et après le traitement, car ce médicament peut nuire au fœtus et au nouveau-né. "Les jeunes hommes et les jeunes femmes devront obligatoirement utiliser une contraception efficace pendant et après (3 mois) le traitement" précise la notice[4] et sauf cas de force majeure, ce médicament ne devrait pas être prescrit durant une grossesse ;
- déshydratation et pression artérielle basse. La clofarabine peut provoquer des vomissements et diarrhées conduisant à une déshydratation dont les symptômes sont notamment[4] des étourdissements, des évanouissements ou diminution de la miction, la soif…
- syndrome de réponse inflammatoire systémique (SIRS) : les symptômes sont alors une respiration rapide, un rythme cardiaque rapide, une pression artérielle basse et l'apparition de liquide dans les poumons ;
- anxiété, maux de tête, fièvre, fatigue[4] ;
- rougeurs de la peau, démangeaisons et inflammation de la peau, inflammation des parois muqueuses comme la bouche et d’autres parties du corps[4] ;
- éruptions cutanées pouvant entraîner des démangeaisons, des rougeurs, des douleurs ou une desquamation, notamment au niveau de la paume des mains et de la plante des pieds, ainsi que l’apparition de petits boutons rougeâtres ou violacés sous la peau[4] ;
- tachycardie ;
- toxicité pour le foie et les reins.